# Kitzinger Maintal
Das Kitzinger Maintal ist eine kleinteilige naturräumliche Einheit (5. Ordnung) mit der Ordnungsnummer 133.05 auf dem Gebiet der unterfränkischen Gemeinden Albertshofen, Dettelbach, Kitzingen, Mainstockheim, Marktsteft und Sulzfeld am Main im Landkreis Kitzingen.

## Lage
Die Kitzinger Maintal (133.05) bildet eine Untereinheit innerhalb der namenlosen Haupteinheit 133.0. Sie ist Teil des Mittleren Maintales (133) und damit ein Naturraum in der Haupteinheitengruppe der Mainfränkischen Platten. Der Naturraum umfasst einen langgezogenen Abschnitt des Mains und um Kitzingen auch das östliche Hinterland des Flusses. Im Norden schließen sich um Dettelbach die Gäufläche im nördlichen Maindreieck (134.10) und im Westen die Hochflächen im südlichen Maindreieck (134.11) an. Entlang des Maines befindet sich im Nordosten die Schwarzacher Talweitung (133.06). Der Osten wird von Naturräumen der Kitzinger Mainebene (137.0) beherrscht. Von Norden nach Süden sind dies das Albertshofener Flugsandgebiet (137.01) und die Mainbernheimer Ebene (137.00). Der Main geht im Südwesten in das Würzburg-Ochsenfurter Maintal (133.04) über.
Der Naturraum liegt an einem Mainabschnitt im unterfränkischen Landkreis Kitzingen. Er umfasst Gebiete in den Gemeinden Albertshofen, Dettelbach, Kitzingen, Mainstockheim, Marktsteft und Sulzfeld am Main. Den namensgebenden Mittelpunkt bildet die Stadt Kitzingen mit ihren am Fluss gelegenen Stadtteilen. Den östlichsten Punkt bildet die Gemarkung von Hoheim. Im Norden begrenzt die Gemarkung von Mainsondheim bzw. die Stadt Dettelbach den Naturraum, im Süden ist dies das Gebiet um Marktsteft.

## Landschaftscharakteristik
Das Kitzinger Maintal präsentiert sich als Flusstalabschnitt mit steilem Westhang und flachem Osthang, der sich in der Nähe der Stadt Kitzingen in Richtung Osten buchtartig erweitert. In diesem Abschnitt münden die Mainzuflüsse Sickersbach, Repperndorfer Mühlbach und Bimbach in den Fluss, sodass hier eine breite Bucht gegen die Lettenkeuperfläche des Steigerwaldvorlandes entstanden ist. Die potentielle natürliche Vegetation (ohne Eingriffe des Menschen) würde hier Auwälder mit Eschen und Ulmen hervorbringen.

## Schutzgebiete
Das Maintal um Kitzingen weist mehrere Schutzgebiete nahezu aller Schutzkategorien auf. Entlang des Maines zieht sich ein langes Teilstück des Fauna-Flora-Habitats „Mainaue zwischen Grafenrheinfeld und Kitzingen“. Ein größeres Fauna-Flora-Habitat befindet sich außerdem am Flugplatz Kitzingen. Einziges Naturschutzgebiet ist der Marktstefter Tännig im südlichen Teil des Naturraums. Flächen auf Marktstefter Gemarkung wurden zusätzlich als Vogelschutzgebiet „Südliches Steigerwaldvorland“ eingeordnet.

## Klima, Geologie und Tektonik
Das Klima des Kitzinger Mainabschnitts weist einige Besonderheiten auf. Insgesamt gibt es hier entlang des Maines relativ geringe Jahresniederschläge, zugleich weist das Gebiet im Sommer ein sehr hohes Temperaturmittel auf. Beide Komponenten führen zu einem sehr trockenen Lokalklima. Gleichzeitig ist die Region im Sommer einer hohen Frostgefährdung ausgesetzt. Dies kann auch auf die geringe Nebelhäufigkeit in diesem Bereich des Maintales zurückgeführt werden.
Die beiden Uferseiten des Maines weisen höchst unterschiedliche Bodenzusammensetzungen auf. Auf der Westseite überwiegen Lössdecken, während im Osten Flugsande zu finden sind.